# Kate Gosselin
Katie Irene "Kate" Gosselin (apellido de soltera Kreider, Filadelfia; 28 de marzo de 1975) es una personalidad televisiva estadounidense. Logró reconocimiento nacional e internacional en el reality show estadounidense Jon & Kate Plus 8, en el cual ella y Jon Gosselin son descritos mientras crían a su atípica familia de sextillizos y gemelos.

## Familia
Katie Irene Kreider nació en Filadelfia, Pensilvania. Es la segunda de cinco hermanos (Kendra, Christen, Clairissa y Kevin) de Charlene (de soltera Kolak) y Kenton Eugene Kreider. Su padre es un pastor.
Kreider conoció a Jon Gosselin en un pícnic de la compañía el 5 de octubre de 1997. Se casaron el 12 de junio de 1999. El 8 de octubre de 2000, dio a luz a niñas gemelas (Cara y Madelyn) quienes nacieron prematuramente a las 35 semanas de gestación. Gosselin se quedó embarazada a través de un tratamiento de fertilidad a causa de que el síndrome de ovario poliquístico le dejó sin posibilidades de concebir de otra manera. Después de otros tratamientos, Gosselin se quedó embarazada de nuevo y dio a luz a sextillizos (los hijos Aaden, Collin y Joel, y las hijas Leah, Alexis y Hannah) el 10 de mayo de 2004, en Hershey, Pennsylvania, en el Penn State Hershey Medical Center. Dio a luz después de tan sólo 30 semanas de gestación. Los sextillizos nacieron 10 semanas prematuros, lo cual es común en embarazos múltiples. El parto prematuro requirió que los seis bebés tuvieran que estar en incubadoras. Según su libro más nuevo, Kate reveló que había siete embriones al comienzo del embarazo, pero que uno de ellos no se desarrolló.

## Carrera
Gosselin se convirtió en Enfermera después de conseguir su diploma por el Reading Hospital and Medical Center en Reading, Pennsylvania. Ella entonces trabajó como enfermera en embarazos y partos en el Hospital de Reading hasta 2004.

### Telerrealidad

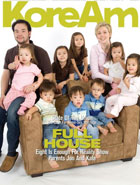
Kate y su familia en la portada de KoreAm en mayo de 2007

Después del parto de los sextillizos, los Gosselins aparecieron en el reality show Home Delivery cuando su casa en Wyomissing, Pennsylvania, fue renovada para acomadar a la gran familia.
La familia entonces apareció en un especial en Discovery Health en septiembre de 2005 titulado Surviving Sextuplets and Twins. Un año más tarde fueron presentados en el especial titulado Sextuplets and Twins: One Year Later. Con las altas audiencias de los especiales, Discovery Health contrató a la pareja para un reality que comenzó a emitirse en abril de 2007, llamado Jon & Kate Plus 8, el cual documentaba sus vidas. Para producir la serie, la familia fue filmada durante tres o cuatro días a la semana. Las dos primeras temporadas de la serie se estrenaron en Discovery Health Channel y luego se cambió a The Learning Channel (TLC). La familia recibió pagos por aparecer en la serie.
El 22 de junio de 2009, un episodio extendido de una hora se emitió. Los Gosselin anunciaron que se estaban separando. Los dos se habían reunido con abogados de Pennsylvania el día que el episodio se emitió para finalizar los planes del divorcio. Declararon que sus ocho niños se quedarán en su casa de Pennsylvania, y que los dos se mudarían para acomodarse al acuerdo de custodia. El 16 de diciembre de 2009, se anunció que el divorcio de la pareja había finalizado. Kate había adquirido la propiedad de la casa familiar y la principal custodia de los niños. En entrevistas separadas, declararon que la serie continuaría; sin embargo, TLC anunció el 23 de junio de 2009, que el show se reemplazaría inmediatamente. De acuerdo con TLC, Jon y Kate se mudaron de su familia y cambiaron su dinámica, dificultando así la producción ahora que la pareja ya no vivían juntos, haciendo que no fuese claro si el reality aún era viable.
El 29 de septiembre de 2009, TLC anunció que el título de la serie sería cambiado de Jon & Kate Plus 8 a Kate Plus 8 y que seguiría a Gosselin como madre divorciada. Jon continuaría apareciendo, más infrecuentemente, en la serie. El último episodio de la temporada quinta se estrenó el 23 de noviembre de 2009, a causa de la decisión de Jon de dejar de grabar. Las re-emisiones de la serie aún se emiten en TLC.
Kate Gosselin grabó un episodio piloto de un programa de entrevistas con Paula Deen en septiembre de 2009. Para finales de 2009, ninguna cadena de televisión lo había escogido. A finales de diciembre de 2009 fue también anunciado que Gosselin no sería más considerada para el papel en el planeado show porque era "demasiado controvertida" según los ejecutivos de la serie. Gosselin fue concursante en la décima temporada de Bailando con las estrellas y había expresado un fuerte deseo de quedarse en el show y ganar a pesar de las críticas por su danza. Su pareja era Tony Dovolani. Fue eliminada de la competición el 20 de abril de 2010. 
En abril de 2010, TLC anunció que Gosselin conseguiría su propio show llamado Twist of Kate. La serie le presentaría viajando por el país, visitando a madres que han escrito cartas sobre sus historias. TLC tiene una nueva serie de especiales planeados llamados Kate Plus 8. Sin embargo, una fuente desconocida dijo a la revista Life and Style que Twist of Kate y sus otros especiales de realitys habían sido cancelados; sin embargo, la segunda temporada de Kate Plus 8 se estrenó el 28 de noviembre de 2010. Los representantes de TLC y de Gosselin denegaron las declaraciones de Life and Style, diciendo que ninguno de los shows habían sido cancelados.
Poco después de que Gosselin fuese eliminada de Bailando con las Estrellas, los rumores comenzaron a volar sobre que ella aparecería en la siguiente edición del popular programa de televisión The Bachelorette. Sin embargo, varias personas negaron esto, incluyendo el creador de la serie, Mike Fleiss, y un representante de TLC. Ellos, sin embargo, declararon que sería interesante tenerla en la serie.
El 24 de junio de 2010, se anunció que Gosselin regresaría como copresentadora en The View el 2 de julio, en el que ella ya había copresentado dos veces.
En agosto de 2011, se anunció que Kate Plus 8 no regresaría a TLC en septiembre. El episodio final de la serie se estrenó el 2 de septiembre de 2011.
Kate y sus hijos estuvieron en un episodio de Wife Swap que se emitía el 16 de febrero de 2013, donde Kate cambió su lugar con Kendra Wilkinson.
El 19 de marzo de 2014, se anunció que Kate y sus ocho hijos regresarían en una reunión especial, planificado para emitirse en junio. 
En agosto de 2014, se anunció que Kate Plus 8 regresaría por otra temporada el 13 de enero de 2015 en TLC.

### Autora
Gosselin también ha escrito tres libros de no-ficción. Su primer libro, escrito con Jon Gosselin y Beth Carson, fue publicado en noviembre de 2008, titulado: Multiple Blessings. Alcanzó el número cinco en la lista de Best Sellers de The New York Times y vendió más de 500,000 copias para finales de 2009. Su segundo libro, Eight Little Faces, fue estrenado en abril de 2009 y también alcanzó el número 5 en la lista de Best Sellers de The New York Times. Su tercer libro, titulado I Just Want You To Know, fue estrenando el 13 de abril de 2010, vendiendo aproximadamente 10,000 copias en su primera semana y alcanzando el número 103 en la lista de Best Sellers de The New York Times. Gosselin contribuyó como bloguera en CouponCabin durante un año comenzando en noviembre de 2011. Sin embargo, en octubre de 2012 fue despedida de su puesto porque "la Sra. Gosselin no encajaba".

## Filmografía
| Año            | Título                               | Papel      | Notas                  |
| -------------- | ------------------------------------ | ---------- | ---------------------- |
| 2005           | Surviving Sextuplets and Twins       | Ella misma | Especial de 1 hora     |
| 2006           | Sextuplets and Twins: One Year Later | Ella misma | Especial de 1 hora     |
| 2007–2009      | Jon & Kate Plus 8                    | Ella misma | Telerrealidad          |
| 2008           | Say Yes to the Dress                 | Ella misma | 1 episodio             |
| 2010           | Bailando con las Estrellas           | Ella misma | Competición de baile   |
| 2010– Presente | Kate Plus 8                          | Ella misma | Telerrealidad          |
| 2013           | Wife Swap                            | Ella misma | 1 episodio             |
| 2014           | Kate Plus Eight: Sextuplets Turn 10  | Ella misma | 2 especiales de 1 hora |
| 2014           | Celebrity Apprentice                 | Ella misma | Competición            |
| 2015–Presente  | Kate Plus 8                          | Ella misma | Telerrealidad          |